# 다시 사랑할 수 있을까
《다시 사랑할 수 있을까》(중국어: 如果爱可以重来)는 2015년 방송되었던 중화인민공화국의 드라마이다.

## 소개
- 화목한 부부가 아슬아슬한 가업을 위기에서 지켜내기 위해 행복한 결혼 생활을 포기하며 일어나는 이야기를 그린 드라마

## 등장 인물
- 다이자오첸 - 안신 역
- 온승호 - 왕청 역
- 이채연 - 양민아 역
- 이정진 - 린쥐샹 역
- 주가욱 (Jerry) - 왕펑 역
- 천샤리 - 왕란 역
- 커우전하이 - 린다위안 역
- 왕림 (Lilian Wong) - 먀오완완 역
- 악약리 (岳跃利) - 왕다이위안 역
- 쉬리 - 신메이나 역